# いきものがかりの みなさん、こんにつあー!! 2010 〜なんでもアリーナ!!!〜
『いきものがかりの みなさん、こんにつあー!! 2010 〜なんでもアリーナ!!!〜』は、いきものがかりのライブ・ビデオ。2011年4月27日にDVD（2枚組）とBlu-ray Disc（1枚組）で発売。発売元はエピックレコードジャパン。

## 概要
2010年11月3日に発売したベストアルバム『いきものばかり〜メンバーズBESTセレクション〜』を引っさげて行なわれた初のアリーナツアー『いきものがかりの みなさん、こんにつあー!! 2010 〜なんでもアリーナ!!!〜』を映像化した作品。本作は11月12日に開催された横浜アリーナ公演の模様と、特典映像として「大反省会 〜コメンタリーでごめんタリー〜」「-BEHIND THE SCENES-」「いきもの語り 〜MC集〜」が収録されている。
4thアルバム『ハジマリノウタ』の初回盤特典としてライブDVDが付属されていたが、単独作品では今回が初のライブビデオである。初回仕様限定盤は三方背BOX/デジパック仕様で、特典として「いきものカード023」「いきものまつり2011チケット先行抽選予約案内」が封入されている。
セットリストはベストアルバムに収録されているシングル曲・カップリング曲・アルバム収録曲からバランスよく選曲されているが、ベストで初CD化された3曲「今走り出せば」「スピリッツ」「風と未来」のうち「スピリッツ」は演奏されなかった。また、今回のライブツアーではサポートメンバーが大きく入れ替わっており、初めてギターとパーカッション、ストリングスチームが参加している。
2012年2月29日発売のメジャー5thアルバム『NEWTRAL』の初回限定盤に付属されるライブアルバム『なまものばかり〜メンバーズBEST LIVEセレクション〜』にはこの横浜アリーナ公演から「コイスルオトメ」「ブルーバード」「ありがとう」のライブ音源が収録されており、このうち「ブルーバード」は前奏「Interlude」を追加したものが収録されている。

## 収録曲
※がついている曲はアリーナツアーの前に開催した全47都道府県ツアー『いきものがかりの みなさん、こんにつあー!! 2010 全国あんぎゃー!! 〜ハジマリノウタ〜』でも演奏されている。

### Disc 1
1. Opening
2. 花は桜 君は美し
スクリーンに3人のシルエットが映し出されて最初のサビが歌われた後、センターステージに設置されているポップアップの部分から3人が登場する（上がってくる瞬間は暗闇の中であるため見えていない）。
この曲が1曲目となったのは2003年6月2日に地元の神奈川県厚木市にあるライブハウス「Thunder Snake ATSUGI」で初めて開催したワンマンライブの1曲目だったことに倣ったものである[2]。
3. 気まぐれロマンティック ※
水野と山下がメインステージに移動、演奏開始と同時に特攻花火が使用されている。
なお、山下はメインステージに移動する途中で躓いてギターのバックを膝に当てて割ってしまったが、交換せずにそのまま演奏していたという[2]。
4. キミがいる ※
この曲から吉岡もメインステージに移動。
スクリーンの映像はこの曲のPVをメインに少しアレンジを加えたものが使用されている[2]。
5. コイスルオトメ ※
前奏を含めてCDとはアレンジが大幅に異なっており、水野はこのアリーナツアーで披露したバージョンが一番好きなアレンジであると語っている[3]。
6. なくもんか ※
7. Happy Smile Again
「なくもんか」から間を置かずにパーカッションから演奏が始まる。
8. 青春ライン
9. 月とあたしと冷蔵庫
この曲と「SAKURA」はセンターステージで3人とストリングスチームのみで演奏するアコースティック・コーナーで、水野はここではアコースティック・ギターを演奏する。
この曲では水野だけではなく山下もコーラスを担当する。
10. SAKURA ※
2番のサビの後いったん演奏が止まり、観客の拍手のあとに吉岡のア・カペラでラストサビが始まる。
11. 雪やまぬ夜二人
ベストアルバム収録バージョンでの演奏で、本来のバンドスタイルに戻るが、3人とストリングスチームはアコースティック・コーナーから引き続きセンターステージで演奏する。
スクリーンの映像は滋賀県大津市の夜景が使用されている[2]。
12. 今走り出せば
今回のアリーナツアーでライブ初披露となった。
13. Overture
次の曲「くちづけ」の前奏。
14. くちづけ
吉岡はこの曲のみスタンドマイクで歌う。
3分以上にも及ぶ長い間奏では水野がギターソロを披露している。
15. YELL ※
16. 夏・コイ
ベストアルバム収録バージョンで演奏されている。
スクリーンの映像は夏と海を思わせるような内容となっている。
17. Interlude
次の曲「ブルーバード」の前奏。
18. ブルーバード ※
衣装を替えた吉岡がセンターステージに登場し、最初のサビの後にセンター席に紙テープが放たれる[4]。
吉岡は2番のサビまではセンターステージで歌い、その後メインステージに移動して歌う。
19. ホットミルク ※
20. じょいふる ※
演奏前の煽りを含めると演奏時間が約11分半と非常に長く、途中では演奏が小さくなったり観客がサビの部分を歌っている中で水野と吉岡による小芝居が展開される。
21. KIRA★KIRA★TRAIN ※
ラストサビのスクリーンに映る黄色い音符の線は吉岡の手の動きに合わせて表示されている[2]。
22. タユムコトナキナガレノナカデ

### Disc 2
1. 風と未来
演奏開始とともに天井から大量の風船が降ってくる[5]。
今回のアリーナツアーでライブ初披露となっており、本ツアーまでに発表された全楽曲の中で最も新しい曲である。
2. ありがとう ※
3. 帰りたくなったよ ※
演奏後にサポートメンバーの紹介が行なわれる。

特典映像
1. 大反省会 〜コメンタリーでごめんタリー〜
ライブ映像を流しながら3人がライブの舞台裏や裏話などのトークを展開していく。
2. -BEHIND THE SCENES-
会場の設営やリハーサル、本番直前の様子などのメイキング映像が収録されている。
3. いきもの語り 〜MC集〜
この公演のMCが全て収録されている。

## 参加ミュージシャン
- いきものがかり
  - 吉岡聖恵：ボーカル
  - 水野良樹：ギター・コーラス
  - 山下穂尊：ギター・ハーモニカ・コーラス
- 本間昭光：プロデューサー・アレンジ&キーボード
- 林部直樹：ギター
- 根岸孝旨：ベース
- 松永俊弥：ドラムス
- 坂井"Lambsy"秀彰：パーカッション
- 足立賢明：マニピュレーター
- 真部裕ストリングス
  - 真部裕：1stヴァイオリン
  - 藤堂昌彦：2ndヴァイオリン
  - 室屋光一郎：ヴィオラ
  - 結城貴弘：チェロ